# Iași Open
Iași Open — жіночий і чоловічий тенісний турнір, що проходить в румунському місті Ясси на відкритих ґрунтових кортах з 2020 року. Турнір започатковано як WTA 125 / ATP Challenger, жіночий турнір 2024 року піднесено до категорії WTA 250. 

## Фінали

### Чоловіки, одиночний розряд
| Рік  | Чемпіон               | Фіналіст                | Рахунок       |
| ---- | --------------------- | ----------------------- | ------------- |
| 2020 | Карлос Табернер       | Матіас Бург             | 6–4, 7–6(7–4) |
| 2021 | Зденек Коларж         | Юґо Ґастон              | 7–5, 4–6, 6–4 |
| 2022 | Феліпе Малігені Алвеш | Пабло Андухар           | 6–3, 4–6, 6–2 |
| 2023 | Юґо Ґастон            | Бернабе Сапата Міральєс | 3–6, 6–0, 6–4 |
| 2024 | Уго Дельєн            | Хав'єр Барранко Косано  | 6–1, 6–1      |

### Жінки, одиночний розряд
| Рік                 | Чемпіонка      | Фіналістка         | Рахунок            |
| ------------------- | -------------- | ------------------ | ------------------ |
| 2022                | Ана Богдан     | Панна Удварді      | 6–2, 3–6, 6–1      |
| 2023                | Ана Богдан (2) | Ірина-Камелія Бегу | 6–2, 6–3           |
| ↓ Турніри WTA 250 ↓ |                |                    |                    |
| 2024                | Мірра Андрєєва | Еліна Аванесян     | 5–7, 7–5, 4–0 ret. |

### Чоловіки, парний розряд
| Рік  | Чемпіон                                 | Фіналіст                              | Рахунок          |
| ---- | --------------------------------------- | ------------------------------------- | ---------------- |
| 2020 | Рафаель Матос João Menezes              | Трет Г'юї Натаніел Ламмонс            | 6–2, 6–2         |
| 2021 | Орландо Луц Феліпе Малігені Алвеш       | Ернан Касанова Роберто Ортега Ольмедо | 6–3, 6–4         |
| 2022 | Жоффрей Бланкано Ренцо Оліво            | Дієго Ідальго Крістіан Родріґес       | 6–4, 2–6, [10–6] |
| 2023 | Ніколас Баррієнтос Айсам-уль-Хак Куреші | Gabi Adrian Boitan Bogdan Pavel       | 6–3, 6–3         |
| 2024 | Cezar Crețu Bogdan Pavel                | Кароль Джевецький Пйотр Матушевський  | 2–6, 6–2, [10–4] |

### Жінки, парний розряд
| Рік                 | Чемпіонка                        | Фіналістка                     | Рахунок          |
| ------------------- | -------------------------------- | ------------------------------ | ---------------- |
| 2022                | Darya Astakhova Андрея Рошка     | Яні Река Луца Панна Удварді    | 7–5, 5–7, [10–7] |
| 2023                | Veronika Erjavec Даліла Якупович | Ірина Бара Моніка Нікулеску    | 6–4, 6–4         |
| ↓ Турніри WTA 250 ↓ |                                  |                                |                  |
| 2024                | Анна Даніліна Ірина Хромачова    | Олександра Панова Яна Сізікова | 6–4, 6–2         |